# Casimir Smogorzewski
Casimir Smogorzewski, auch Maciej Kazimierz Smogorzewski (* 24. Februar 1896 in Sielec; † 4. November 1992 in Shepperton bei London) war ein polnischer Schriftsteller.

## Leben und Tätigkeit
Smogorzewski war ein Sohn des gleichnamigen Casimir Smogorzewski und seiner Frau Mary, geb. Pyzalski. 1913 ging er zum Studieren nach Paris. Während des Ersten Weltkriegs gehörte Smogorzewski als Freiwilliger der Französischen Armee an. An der Pariser Friedenskonferenz 1919 nahm er als Sekretär von Dmowski teil.
Von 1919 bis 1925 war Smogorzewski Korrespondent für die Zeitung Gazeta Warschau, anschließend leitete er die Zeitung Illustrierter Tages Courier (Ilustrowany Kurier Codzienny). Von 1929 bis 1933 fungierte er als Herausgeber der Monatsschrift La Pologne.
Bei der Eröffnungsfeier der Olympischen Winterspielen 1924 in Chamonix fungierte Smogorzewski als Fahnenträger der polnischen Mannschaft.
Während des Zweiten Weltkriegs war Smogorzewski ab 1939 Herausgeber der Zeitschrift Free Europe, einer Zweiwochenschrift, die sich an Emigranten der von der Wehrmacht besetzten europäischen Staaten wandte. Darüber hinaus veröffentlichte er einige Broschüren, die sich mit dem Kriegsgeschehen bzw. seinen politischen Konsequenzen befassten.
Aufgrund seiner Tätigkeit im Rahmen von Free Europe geriet Smogorzewski ins Visier der Polizeiorgane des nationalsozialistischen Deutschlands, die ihn als wichtige Zielperson einstuften: Im Frühjahr 1940 setzte das Reichssicherheitshauptamt in Berlin ihn auf die Sonderfahndungsliste G.B., ein Verzeichnis von Personen, die im Falle einer erfolgreichen deutschen Invasion Großbritanniens durch die Sonderkommandos der SS-Einsatzgruppen mit besonderer Priorität ausfindig gemacht und verhaftet werden sollten.
Ab 1942 gehörte er der Redaktion des Encyclopedia Britannica an, für die er bis 1989 arbeitete. Außerdem schrieb er von 1957 bis 1981 als Korrespondent für die Zeitschrift Kurier Polski.
Nach seinem Tod wurde seine Asche in Warschau beigesetzt.

## Schriften
- Tadeusz Kościuszko: szkic biograficzny, 1917.
- La Pologne restaurée, 1927.
- L'union sacrée polonaise: le gouvernment de Varsovie et le "gouvernement" polonaise de Paris (1918-1919), 1929.
- Poland, Germany and the Corridor, 1930.
- Joseph Pilsudski et les activistes polonais pendant la guerre, 1931.
- Poporze et les relation germano-polonaises, 1931.
- La Poméranie polonaise, 1932.
- Poland's Access to the Sea, 1934.
- About the Curzon Line and Other Lines, 1944.
- East Prussia must disappear, 1944.